# Forte D. Pedro II do Imbuí
Forte Dom Pedro II de Imbuí é um forte localizado na ponta de Imbuí, na barra da baía de Guanabara, no bairro de Jurujuba, no município de Niterói, no estado do Rio de Janeiro, no Brasil.

## Etimologia
Existem duas hipóteses etimológicas para a origem do topônimo "Imbuí", todas com origem na língua tupi antigaː
- viria do termo mboî'y, "rio das cobras" (mboîa, cobra e 'y, rio);
- viria do termo imbu'y, "rio dos imbus" (imbu, imbu e 'y, rio).[1]

## História
O Forte Dom Pedro II teve a sua construção iniciada em 1863 (SOUZA, 1885:105), no contexto da Questão Christie (1862-1865). O projeto original (Aviso de 21 de novembro de 1863) previa a construção de baterias casamatadas, distribuídas em dois pavimentos, com uma bateria à barbeta, e a sua ligação, por caminho apropriado, à Bateria da Praia de Fora (GARRIDO, 1940:104), o que se materializou em 1865 pela construção da estrada entre ambas. O mesmo autor prossegue, informando que o conjunto previa cinquenta peças de artilharia à barbeta e alojamentos para a correspondente guarnição. No ano de 1870, a Assembleia Legislativa aprovou a quantia de 24 contos de réis para as obras, suspensas no ano seguinte. No período entre 1877 e 1895, essas obras estiveram completamente paralisadas (op. cit., p. 104).
No contexto da Revolta da Armada (1893), as suas instalações foram ocupadas por forças governistas com algumas peças de campanha, e a missão de vigiar os movimentos dos rebeldes à entrada da barra (GARRIDO, 1940:104). Em 1895, a "Comissão de Fortificações e Defesa do Litoral do Brasil" examinou e aprovou projeto e orçamento para o novo Forte do Imbuí (Aviso do Ministério da Guerra, de 25 de fevereiro de 1896). De autoria do major Lenné, previa-se aproveitar a plataforma do antigo Forte Dom Pedro II para instalar cúpulas encouraçadas de aço-níquel. De 1896 a 1898, desenvolveram-se os trabalhos de alvenaria para receber uma cúpula armada com dois canhões Krupp de 280 mm L/40, e duas torres em elipse com canhões de tiro rápido Krupp de 75 mm L/25. Em 1898, estudou-se a resolução de dotá-lo de luz elétrica e a de assentar-lhe uma bateria mista de canhões 280 mm L/40 a céu aberto.

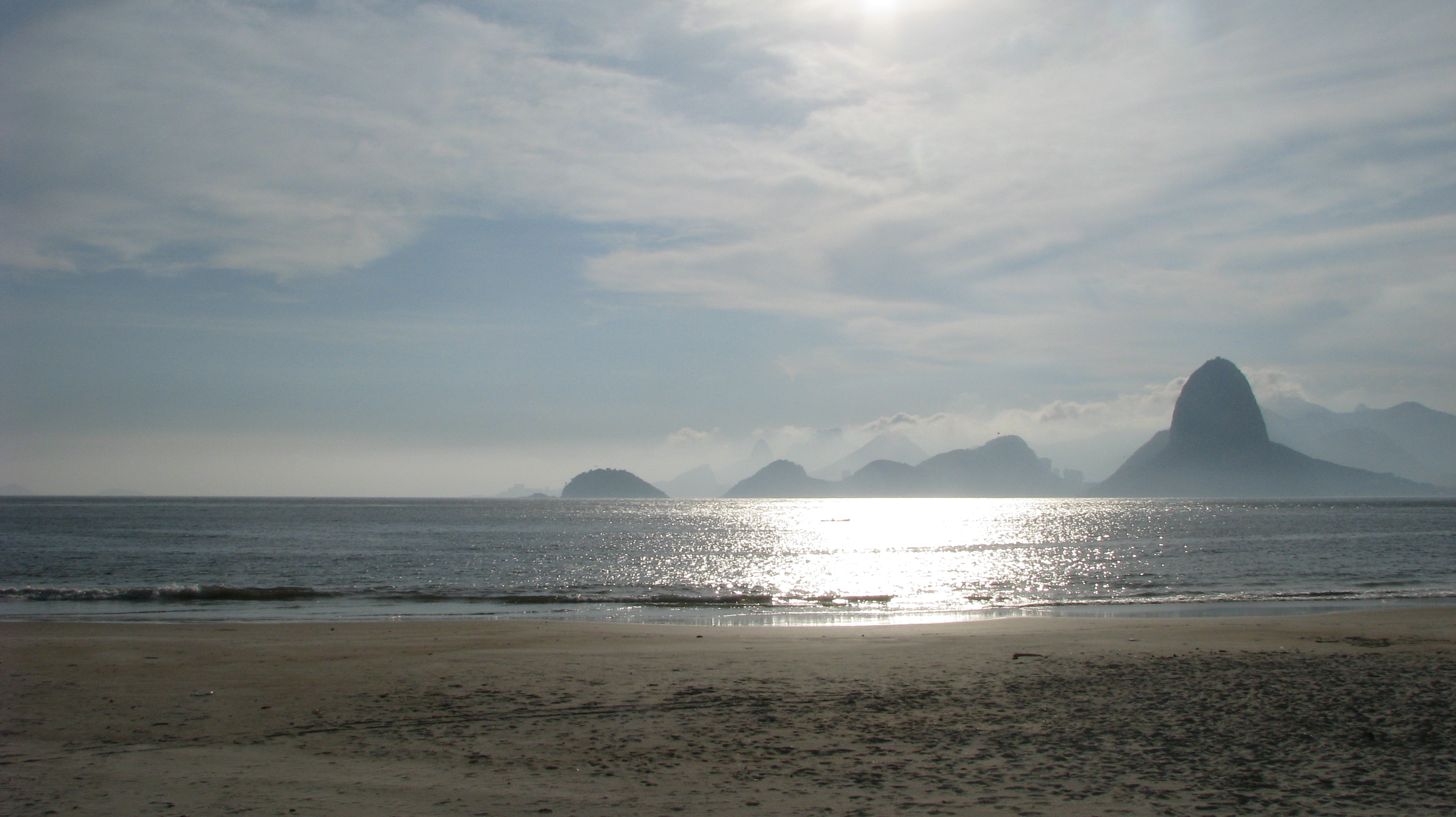
Praia do forte Imbuí. Ao fundo, a cidade do Rio de Janeiro, no outro lado da baía de Guanabara, com o morro do Pão de Açúcar em destaque.

O Aviso nº 1 101 do Ministério da Guerra, datado de 16 de abril de 1901, designou-o como Forte do Imbuí, considerando-o como de 1ª Classe. Foi inaugurado, com a presença do presidente da República Campos Sales (1898-1902), a 24 de maio de 1901, sendo guarnecida por um destacamento do 6º Batalhão de Artilharia de Posição, sob o comando do capitão Bonifácio Gomes da Costa. Posteriormente, foram-lhe procedidas obras complementares (1902), substituída a ponte de acesso (1905), e efetuada a ligação à rede de água potável de Niterói (1912). A partir de 1910, passou a ser guarnecido por um destacamento do 1º Batalhão de Artilharia de Posição (GARRIDO, 1940:104-105).
O forte foi desativado em 1946. BARRETTO (1958) informa que, à época (1958), estava guarnecido por um contingente, havendo sido guarnecida pela 3ª Bateria de Artilharia de Costa (op. cit., p. 215). O seu comando foi extinto em 1964. De 1964 a 1992, foi, ali, alojada a 1ª Bateria do 1º Grupo de Artilharia de Costa Motorizado e F.I.(1ªdo1ºGACosM). Em 1992, passou a abrigar o 8º Grupo de Artilharia de Costa Motorizado (8º GACosM), responsável ainda pela guarnição da Fortaleza de Santa Cruz da Barra e pelo Forte Barão do Rio Branco.
Com 2 400 metros quadrados de área construída, em 2002 passou por reformas visando a permitir melhor acesso ao público na sua parte interna e externa, de onde se vista a entrada da baía de Guanabara e da Zona Sul da cidade do Rio de Janeiro. Estão, fora de visitação, o Hotel de Trânsito de Oficiais (em funcionamento desde 1995), e a respectiva praia com cerca de 800 metros de extensão. O seu acesso é feito a partir do Forte Barão do Rio Branco.